# 李恵求
李 恵求（イ・ヘグ、朝鮮語: 이혜구/李惠求、1909年1月31日〈太陰暦: 1月10日〉 - 2010年1月30日）は、日本統治時代の朝鮮及び大韓民国の音楽史学者、教授。
本貫は韓山李氏。号は晩堂（マンダン、만당）。

## 生涯
1946年よりソウル大学校国楽科の教授として在籍し、韓国における音楽史学の開拓者と評される。1991年、誇らしいソウル大学校の人物に選ばれた。
また、韓国国楽学会の設立者の一人でもある。そのほか、李成千、李在淑、金静子、白秉東、姜碩熙などの指導にあたった。老衰により101歳で死去した。